# Præriens skrappe drenge
Præriens skrappe drenge er en dansk komediefilm fra 1970. Det er den første kartoffelwestern om en sherif, der skal jage en flok banditter med en indianerpige på slæb. Stilen er holdt i typisk dansk lystspil-stil, bare flyttet om i westernmiljø.

## Medvirkende
- Dirch Passer
- Paul Hagen
- Preben Kaas
- Willy Rathnov
- Karl Stegger
- Jesper Klein
- Sisse Reingaard
- Miskow Makwarth
- Lone Lau
- Winnie Mortensen
- Ove Sprogøe
- Lars Lunøe
- Hans-Henrik Krause
- Peer Guldbrandsen
- Benny Hansen
- Carl Ottosen
- Poul Glargaard
- Bjørn Spiro
- Søren Steen